# FirstBlue
ファーストブルー（FirstBlue）は、2006年11月に設立された日本の有限責任事業組合である。  世界銀行、IFC（国際金融公社）等が共同創設した基金に資金を寄付し、発展途上国の次世代（ユース）に対し教育、職業訓練、保健衛生などの分野で支援を行う。すべてのユースが希望をもって生きられる社会を造ることを目的とする。

## 概要

### 事業内容
ファーストブルーは、戦争や貧困のため学校に行けず、教育や職業訓練が受けられないユースの自立を支援するために設立された。協賛企業と協同しながらイメージカラーである空色を使ったオリジナル商品やサービスを開発し、消費者に提供する。その事業収入は原則世界銀行の「世界グローバルユース基金」（Global Fund for Youth Investment）に集められNGO・NPO国際機関等を通して、発展途上国のユースの教育、職業訓練、マイクロファイナンス、企業家支援などあらゆるユースの自立支援に充てられる。2008年度中に協賛企業とファーストブルー商品を販売開始予定。一部東京都内のレストラン等でファーストブルーのロゴが入ったイメージカラーの空色のコースターを通じて寄付を集める活動がスタートしている。

### 目的
ユースの自立支援を行い、世界からHOPE GAP（希望格差）をなくすことである。現代は、貧富の格差だけでなく、教育や仕事を得る機会の不平等などから、生まれながらにして将来に希望を持てる人と持てない人がいる「希望格差社会」である。そこでファーストブルーは戦争や貧困のため学校に行けず、教育や職業訓練が受けられない多くのユースが将来の希望を持って生きられるよう支援する。また一方で協賛企業は商品開発やサービス提供という本業を通じて企業の社会的責任(CSR)を推進できる。

## 世界銀行グローバルユース基金
ファーストブルーを通して集められた資金は、主に世界銀行グローバルユース基金に寄付される。世界銀行グローバルユース基金は、発展途上国のユース世代の自立支援を世界銀行及び各国政府・民間企業・財団等が協力してサポートする、画期的な支援プロジェクトである。共同創設者は、ファーストブルー、世界銀行、国際金融公社（IFC）、イマジネーションズ・グループ、ナイキ基金、その他ユース基金への参加を希望する機関である。また、各国政府や各国の財団は主にドナーとして参加を予定している。基金は主に世界銀行が中心となって運用されNGOやNPO等と共同してさまざまなユースの自立支援活動を行う。主な活動分野はユースの教育、職業訓練、マイクロファイナンス、企業家支援等である。